# Bérczesi Ferenc
Bérczesi Ferenc (Dunaszekcső, 1944. október 1. –) labdarúgó, csatár.

## Pályafutása
A Pécsi Dózsában kezdett futballozni. A PVSK-ban már ifiként a felnőtt csapatban szerepelt. 1963 nyarán igazolt a PVSK-ból az Újpesti Dózsába, de még az év vége előtt visszakerült Pécsre. Az Komlói Bányász csapatában kezdte a labdarúgást. Az élvonalban 1967. március 5-én mutatkozott be a Bp. Honvéd ellen, ahol csapata 2–0-s győzelmet aratott. 1969 és 1973 között a Pécsi Dózsa labdarúgója volt. Az élvonalban összesen 134 mérkőzésen szerepelt és 24 gólt szerzett.